# Аполлонская-Стравинская, Инна Александровна
И́нна (Ни́на) Алекса́ндровна Аполло́нская-Страви́нская (Аполло́нская, Страви́нская) (1 (13) января 1875, Старая Русса — 9 мая 1970, Ленинград) — российская советская актриса, театральный режиссёр, теоретик театра.

## Биография
Родилась 1 (13) января 1875 года (по другим сведениям 16 мая 1876 года) в Старой Руссе Новгородской губернии, по происхождению из дворян.
В 1885—1892 годах училась в Динабургской гимназии, закончила её с золотой медалью. Затем год провела в Женеве, где изучала французский язык. В 1893—1897 годах училась на Драматических курсах Императорского петербургского театрального училища (класс В. Н. Давыдова).
В 1897—1925 годах — актриса Александринского театра, где сыграла около 100 ролей, поставила несколько спектаклей, входила в состав режиссёрской коллегии театра (1919). Своим артистическим темпераментом и манерой исполнения отчасти напоминала В. Ф. Комиссаржевскую. В 1903 году вышла замуж за Р. Б. Аполлонского. После 1917 года вместе с мужем считалась представительницей крайнего консерватизма в театре. В 1919—1920 годах преподавала в Студии Аполлонского при Школе русской драмы государственных петроградских театров.
Была религиозна, занималась благотворительной деятельностью, участвовала в постройке часовни в посёлке Вырица. Благодаря участию Аполлонской-Стравинской в Санкт-Петербурге были собраны средства в пользу Вырицкой торговой школы. До революции в посёлке Вырица в честь Аполлонского и Стравинской были названы два пересекающихся проспекта, в доме на углу которых они проживали. В 1924—1925 годах посещала курсы Богословско-пастырского училища, с 1925 года участвовала в работе религиозно-философского кружка, руководимого супругами Г. Г. и Е. А. Тайбалиными.
В 1926—1927 годах поставила 10 спектаклей в Доме медицинского работника в Ленинграде, давала частные уроки пения.
Арестована 2 февраля 1929 года как «активный участник нелегального монархического кружка Тайбалиных», являвшегося, по мнению следствия, частью церковно-монархической организации А. А. Мейера «Воскресение». Приговорена 22 июля 1929 года Коллегией ОГПУ по статьям 58-10 и 58-11 УК РСФСР к 3 годам концлагерей, заменённых высылкой в Сибирь. Была отправлена в село Инкино Колпашевского района Томского округа. В 1932 году освобождена из ссылки с ограничением проживания на 3 года. После освобождения в 1932 году жила на вольном поселении в Нарымском округе (согласно ряду источников в 1935 году проживала в Орле). В 1932 году и 1937 годах вновь арестовывалась, подробности неизвестны.
В 1935—1936 годах работала в Саратовском краевом драматическом театре имени К. Маркса. С 1936 года по начало 1940-х годов работала режиссёром, актрисой в Бальцерском немецком колхозно-совхозном театре (АССР немцев Поволжья), переводила пьесы на немецкий язык. Обучала дошкольников французскому языку. По сведениям А. А. Голубева, в конце войны работала в Саратовском художественном музее имени А. Н. Радищева «чуть ли не уборщицей». Амнистирована в 1945 году, в том же году вернулась в Ленинград, жила в Доме ветеранов сцены.
Автор книг «Театр Ибсена», «Христианский театр» и ряда статей, в которых выступала не только как теоретик театра, но и в качестве религиозного философа, интерпретирующего современную ей драматургию в духе «богоискательства» и идей христианизации жизни.
Умерла 9 мая 1970 года в Ленинграде, похоронена на Северном кладбище.

### Семья
- отец — Александр Игнатьевич Стравинский (1838—1911), служил в Старорусском полку, в 1898 году уволен в отставку с производством в генерал-майоры, брат Ф. И. Стравинского[2][29];
- муж — Роман Борисович Аполлонский (1864—1928), актёр Александринского театра, заслуженный артист Императорских театров[2];
  - сын — Никита Романович Аполлонский (Апполонский) (1911—1937), актёр, жертва политического террора в СССР[20][30];
  - дочь — Наталья Романовна Аполлонская (1907—?)[20][31], высылалась из Ленинграда[30][31][32][33].

## Театральные работы

### Избранные театральные роли

#### Александринский театр
- 1896 — «Свадьба Кречинского» А. Сухово-Кобылина — Лидочка
- 1896 — «Лес» А. Островского — Аксинья Даниловна, родственница Гурмыжской
- 1896 — «Гибель Содома» Г. Зудермана — Клерхен
- 1897 — «Ревизор» Н. Гоголя — Марья Антоновна, дочь городничего
- 1897 — «Иванов» А. Чехова — Саша, дочь Лебедевых
- 1897 — «Консул Берник» («Столпы общества») Г. Ибсена — Диана Дорф
- 1897 — «Золотой телец» С. Добржанского — Эмма, дочь Розенблатта
- 1897 — «Тартюф» Мольера — Эльмира
- 1897 — «Отверженный» В. Гюго — Фантина, швея
- 1897 — «Джентльмен» А. Южина — Екатерина Вадимовна, дочь Горева
- 1897 — «Перед свадьбой» О. Хартлебена — Суза
- 1897 — «Мнимый больной» Мольера — Анжелика
- 1897 — «Защитник» Н. Тимковского — Наталья Павловна Шорникова
- 1898 — «Адвокат Пателен» Д.-А. де Брюэса — Генриетта
- 1898 — «Треволнения» В. Билибина — Евгения Николаевна
- 1898 — «История одного увлечения» — И. Радзивилловича — Лидия, дочь Тулуповых
- 1898 — «Горе от ума» А. Грибоедова — Софья Павловна, дочь Фамусова
- 1898 — «Загадки жизни» С. Шевиль (Савинковой) — Ольга, сестра Николая
- 1898 — «Наталья Борисовна Шереметева» Д. Аверкиева — графиня Наталья Борисовна Шереметева
- 1899 — «Вечер в Сорренто» И. Тургенева — Мария Петровна Елецкая
- 1899 — «Девятый вал» С. Смирновой-Сазоновой — Вера, племянница Сбруева
- 1899 — «Вторая жена» А. Пинеро — Эллен
- 1899 — «Идиот» В. Александрова (Крылова) и С. Сутугина по одноимённому роману Ф. Достоевского — Аглая
- 1900 — «Школьные товарищи» Л. Фульда — Дора Ленц
- 1900 — «Гамлет» У. Шекспира — Офелия
- 1900 — «Больные люди» Г. Гауптмана — Ида
- 1900 — «Снегурочка» А. Островского — Купава
- 1901 — «Virtus antiqua (Оруженосец)» А. Амфитеатрова — Ассун
- 1901 — «Много шуму из ничего» У. Шекспира — Беатриче
- 1901 — «Заместительницы» Э. Бриё — мадам Денизар
- 1901 — «Завещание» П. Гнедича — Ксения
- 1902 — «Дмитрий Самозванец и Василий Шуйский» А. Островского — Марина Юрьевна
- 1902 — «Мисс Гоббс» Д. Джерома — Милли Фарэй
- 1902 — «Плоды просвещения» Л. Толстого — Бетси
- 1903 — «Зимняя сказка» У. Шекспира — Пердита
- 1903 — «Венецианский купец» («Шейлок») У. Шекспира — Нерисса
- 1903 — «Лорд Квекс» А. Пинеро — Муриэль Иден
- 1904 — «Виндзорские проказницы» У. Шекспира — миссис Форд
- 1904 — «Татьяна Репина» А. Суворина — Маша, актриса
- 1905 — «Коварство и любовь» Ф. Шиллера — Луиза Миллер
- 1906 — «Не было ни гроша, да вдруг алтын» А. Островского — Настя, племянница Крутицкого
- 1907 — «Склеп» В. Рышкова — Екатерина Алексеевна
- 1907 — «Маленький Эйольф» Г. Ибсена — Фрёкен Аста Альмерс
- 1908 — «Вожди» А. Южина — Баронесса Богенштауфер
- 1909 — «Жёны» Д. Айзмана — Вера, жена Сергея
- 1909 — «Обыватели» В. Рышкова — Вера Павловна
- 1910 — «Три сестры» А. Чехова — Ольга
- 1910 — «Поле брани» И. Колышко — Наташа Кирова
- 1910 — «Без вины виноватые» А. Островского — Таиса Ильинична Шелавина
- 1911 — «Живой труп» Л. Толстого — Лиза
- 1912 — «Профессор Сторицын» Л. Андреева — княжна Людмила Павловна
- 1913 — «Доходное место» А. Островского — Анна Павловна
- 1913 — «Избрание на царство царя Михаила Феодоровича Романова» Н. Чаева — 1-я девушка
- 1914 — «На полпути» А. Пинеро — миссис Аннерли
- 1915 — «Рюи Блаз» В. Гюго — Мария Нейбургская, испанская королева
- 1922 — «Полусвет» А. Дюма (сына) — графиня Верньер
- 1922 — «Эльга» Г. Гауптмана — Марина

#### Саратовский драматический театр имени К. Маркса
- 1935 — «Платон Кречет» А. Корнейчука — Мария Тарасовна

### Постановки в театре

#### Александринский театр
- 1917 — «Дочь моря» Г. Ибсена (совместно с В. Мейерхольдом)
- 1918 — «Флорентийская трагедия» О. Уайльда
- 1918 — «Над землёй» Т. Майской (совместно с Н. Смоличем)
- 1918 — «Бесчестные» Р. Джероламо (режиссёр возобновлений)
- 1919 — «Усмирение строптивой» У. Шекспира (совместно с П. Гнедичем)
- 1919 — «Воспитатель Флаксман» («В борьбе с рутиной») О. Эрнста (режиссёр возобновлений)

## Фильмография
- 1925 — Луч смерти — дочь кочегара

## Комментарии
1. ↑  А. А. Голубев — театральный деятель, с 1932 года руководил Домом ветеранов сцены в Ленинграде[25].